# Atanasio II Baldoyo
Atanasio II Baldoyo (en siríaco: ܐܬܢܐܣܝܘܣ ܕܬܪܝܢ ܒܠܕܝܐ, en árabe: اثناسيوس الثاني البلدي), también conocido como Atanasio de Balad y Atanasio de Nisibis, fue el Patriarca de Antioquía, y la cabeza de la Iglesia ortodoxa de Siria desde 683 hasta su muerte en 686.
Atanasio nació en la ciudad de Balad, en Mesopotamia superior y estudió ciencias, siríaco y griego con su amigo Jacobo de Edesa, bajo la tutela de Severo Sebokht en el monasterio de Qenneshre. Posteriormente se trasladó al Monasterio de Beth Malke, cerca de Antioquía, y no al Monasterio de Mar Malke en Tur Abdin como se creía anteriormente, convirtiéndose en monje. Atanasio estudió filosofía y tradujo varios trabajos teológicos y filosóficos griegos al siríaco, como el Isagoge de Porfirio en enero de 645.
Más adelante, Atanasio sería ordenado sacerdote y se trasladó a Nisibis, donde continuó traduciendo textos griegos al siríaco. Alrededor de 666-667, tradujo nueve tratados del Hexamerón de Basilio de Cesarea, según apuntan Mateo, Obispo de Alepo, y Daniel, Obispo de Edesa. Mateo y Daniel le pidieron más adelante una traducción de varias cartas de Severo de Antioquía al siríaco, tarea que completó en 669, bajo el seudónimo de "Atanasio de Nisibis". Atanasio también tradujo el Segundo Discurso contra Nephalius de Severo, varias de las homilías de Gregorio Nacianceno y el Corpus Areopagiticum del Pseudo Dionisio Areopagita.
Atanasio fue consagrado patriarca a finales de 683, publicando una proclama de diez páginas y cuatro cánones sobre la conducta que debían seguir los cristianos hacia los musulmanes. Condenó el consumo de la carne procedente de sacrificios, la participación en las festividades musulmanas y las relaciones con los musulmanes. En 684, ordenó a su amigo Jacobo como obispo de Edesa. Atanasio escribió también varias oraciones de súplica, algunas de los cuales serían utilizadas en la celebración de la Eucaristía, así como responsorios para los difuntos. Murió a finales de 686.